# Chalepoxenus spinosus
Chalepoxenus spinosus  es una especie de hormiga en la subfamilia Myrmicinae.  Es endémica de Kazajistán.

## Fuente
- Grupo de Especialistas en Insectos Sociales 1996. Chalepoxenus spinosus. 2006 IUCN Lista Roja de Especies Amenazadas; bajado 31 de julio de 2007.